# 九村街道
九村街道是中国河南省开封市鼓楼区下辖的一个街道。

## 行政区划
九村街道下辖：小王屯村、杨四庄村、南柴屯村、丰收岗村、牛墩村、杨砦村、刘寺村、浅河村、蔡屯村。